# Rio do Antônio
Rio do Antônio là một đô thị thuộc bang Bahia, Brasil. Đô thị này có diện tích 986,99 km², dân số năm 2007 là 15596 người, mật độ 15,8 người/km².